# Église Sainte-Catherine (Villeneuve-sur-Lot)
Pour les articles homonymes, voir Église Sainte-Catherine.
L’église Sainte-Catherine est située à Villeneuve-sur-Lot, dans le département de Lot-et-Garonne, en Nouvelle-Aquitaine.

## Localisation
L'église Sainte-Catherine est située rue Sainte-Catherine, à Villeneuve-sur-Lot, dans le département de Lot-et-Garonne, en France.

## Historique
Dès le milieu du XIXe siècle, l'abbé Grenouilheau souhaite reconstruite l'église paroissiale Sainte-Catherine qui date des XIIIe – XVe siècles en l'agrandissant. Il achète en 1850 l'hôtel de Vassal pour la reconstruction de l'église. Finalement il l'échange en 1857 avec la commune contre la halle qui se trouvait au nord de l'église. Il demande à l'architecte Gustave Alaux un projet pour la nouvelle église dans le style néogothique.
La reconstruction est retardée jusqu'à l'effondrement d'une voûte d'un bas-côté en 1897.
Georges Leygues demande un projet à l'architecte des Monuments historiques, Édouard Corroyer. Il présente des plans d'une église de style romano-byzantin. Georges Leygues a largement financé la construction de la nouvelle église.
Après l'appel d'offres, la construction est adjugée à l'entrepreneur Corne. À partir de 1898, le suivi du chantier est assuré par l'architecte Lucien Roy (1850-1941),, qui a été élève aux ateliers Bourgerel et Vaudremer, et l'ami de Corroyer.
La reconstruction commence par le chœur au nord de l'ancienne église qui est conservée jusqu'à sa démolition, en 1914. Lucien Roy est nommé maître d'œuvre du projet après la mort de Corroyer en 1904. Gaston Rapin (1874-1944), architecte de Villeneuve-sur-Lot, est alors chargé du suivi du chantier. Le chantier s'arrête pour des raisons financières.
Les travaux n'ont repris qu'en 1909 grâce notamment à un don de Georges Leygues. Le chœur est consacré en 1911.
Le projet est modifié vers 1911 par l'adjonction d'un clocher plus élevé, en s'inspirant de la basilique Saint-Sernin de Toulouse, et d'un porche formant un narthex. La construction du clocher a commencé en 1911, avec une tourelle d'escalier hors-œuvre. Le porche est construit à partir de 1912. La Première Guerre mondiale va perturber la construction qui n'a été achevée que vers 1924, sous la direction de l'architecte Gaston Rapin. L'architecte Lucien Roy se retire du projet en 1926.
Les sacristies sont édifiées à partir de 1924, et achevées par Gaston Rapin.
L'église a été consacrée en 1937.
L'église a reçu le label « Patrimoine du XXe siècle » en 2007,,. L'église a été inscrite au titre de monuments historiques en 2020, arrêté substitué par un classement en 2022.

## Description
L'église a été construite suivant une orientation nord-sud, perpendiculaire à l'orientation de l'ancienne église.
L'église est à vaisseau central et bas-côtés. La nef centrale comporte trois travées voûtées par une file de coupoles. L'élévation de chaque travée comprend une arcade triple portée par des colonnes traitées en granit poli avec des chapiteaux sculptés par Antoine Bourlange, sur les modèles inspirés par ceux de Moissac et de Toulouse. Au-dessus, une baie à trois arcades inspirées par les baies thermales.
L'église est construite en brique industrielle locale avec des structures en métal et en ciment armé. La briqueterie Berger à Villeneuve-sur-Lot a fourni les briques.
- Longueur : 47 mètres
- Largeur : 19 mètres
- Hauteur du clocher : 55 mètres

## Décoration
Grâce au don de Georges Leygues, l'église a pu recevoir un décor peint important :
- Christ dans une mandorle accompagné du tétramorphe sur fond d'or réalisé par le peintre villeneuvois Gabriel-Antoine Barlangue (1874-1956), dans le chœur,
- procession de saints, martyrs et fondateurs, patrons agenais et périgordins, réalisée par Maurice Réalier-Dumas de 1911 à 1920, peut-être inspirée de celle peinte dans l'église Saint-Vincent-de-Paul de Paris.

Les peintures du chœur ont été commandées dans les années 1930 par l'archiprêtre François Descuns. Celles du cul-de-four sont faites par Gabriel-Antoine Barlangue, celles de l'hémicycle par Henry Lefai et Jeanne Lefai,.

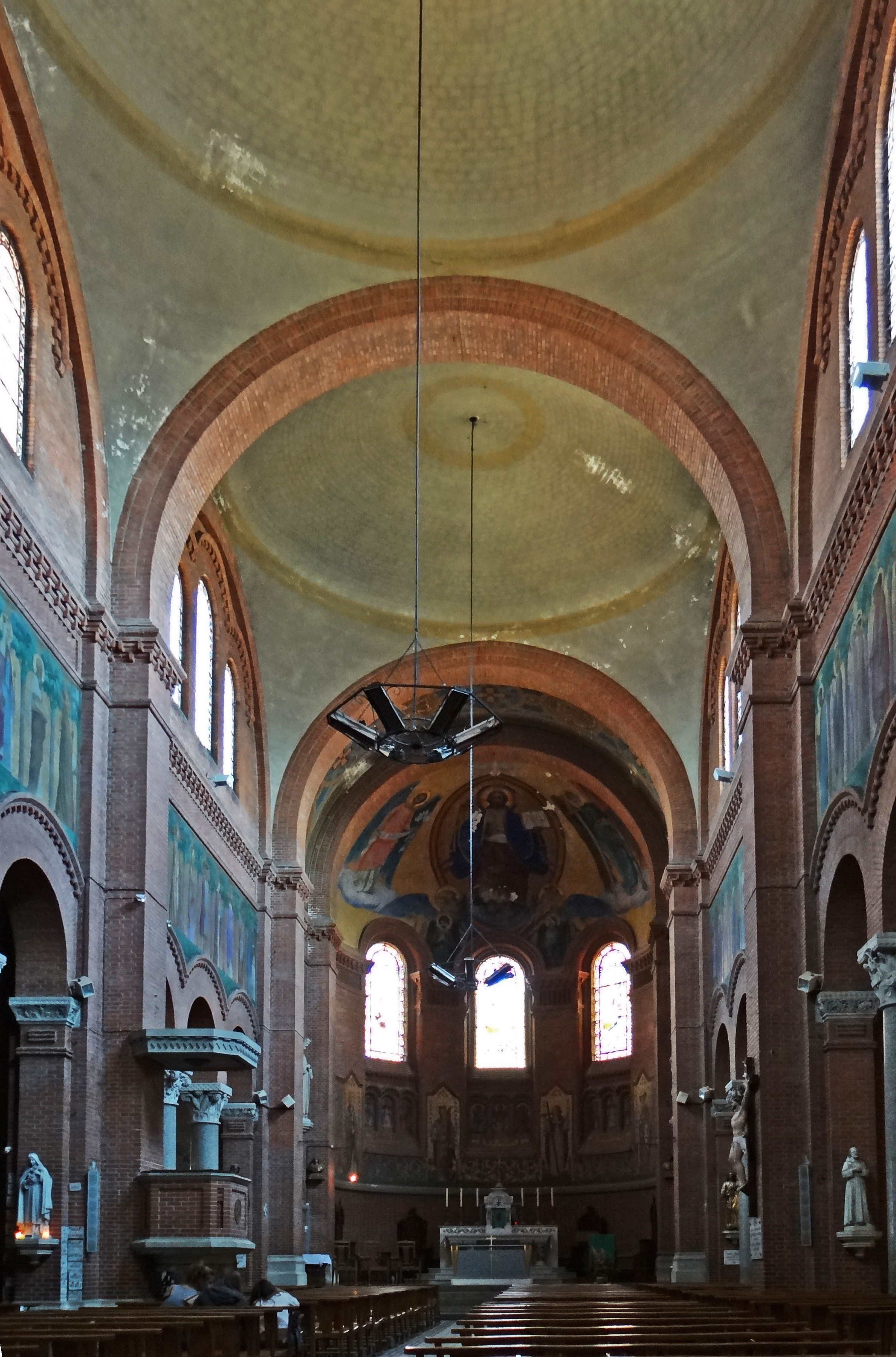
Nef couverte par des coupoles
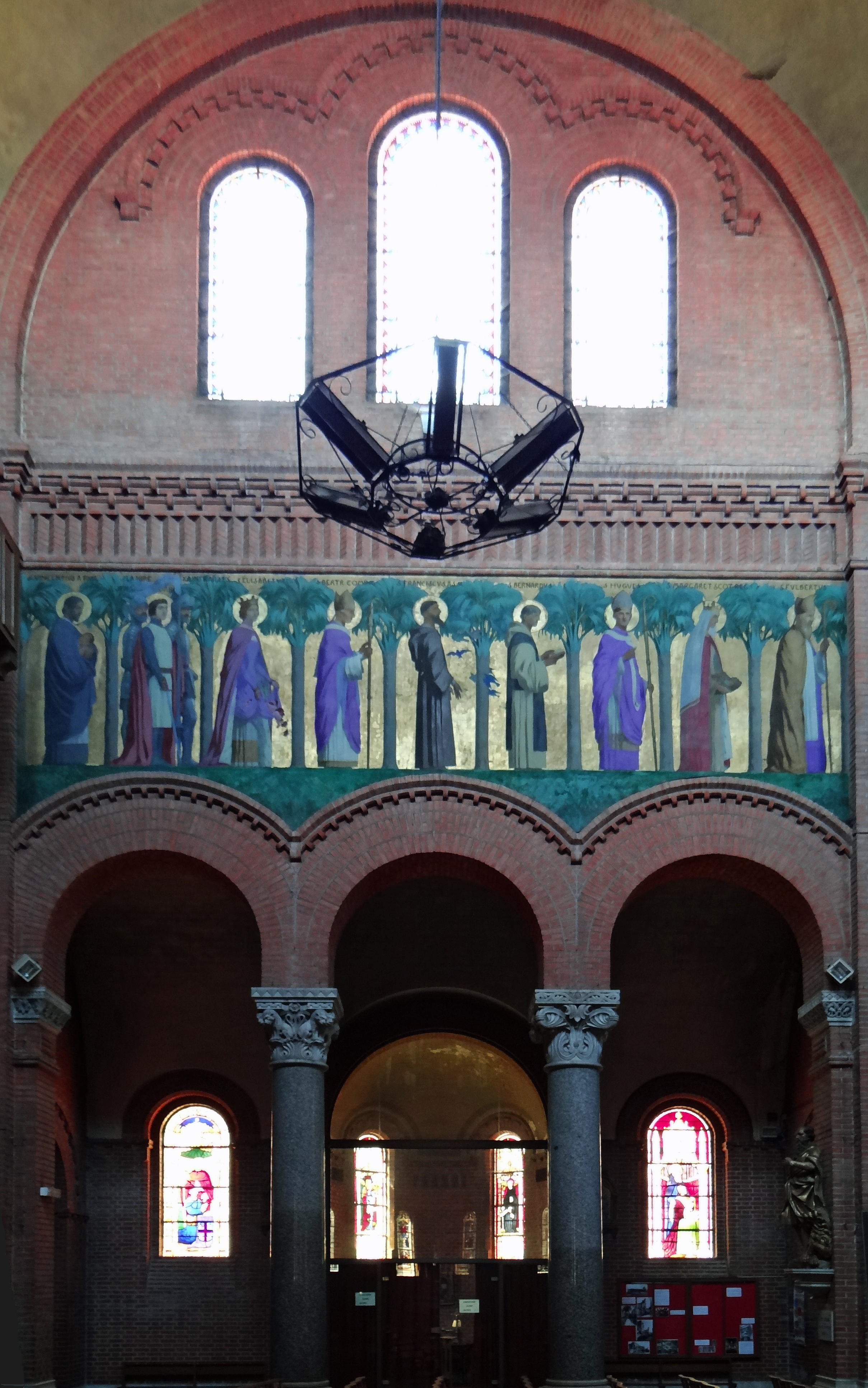
Élévation d'une travée de la nef
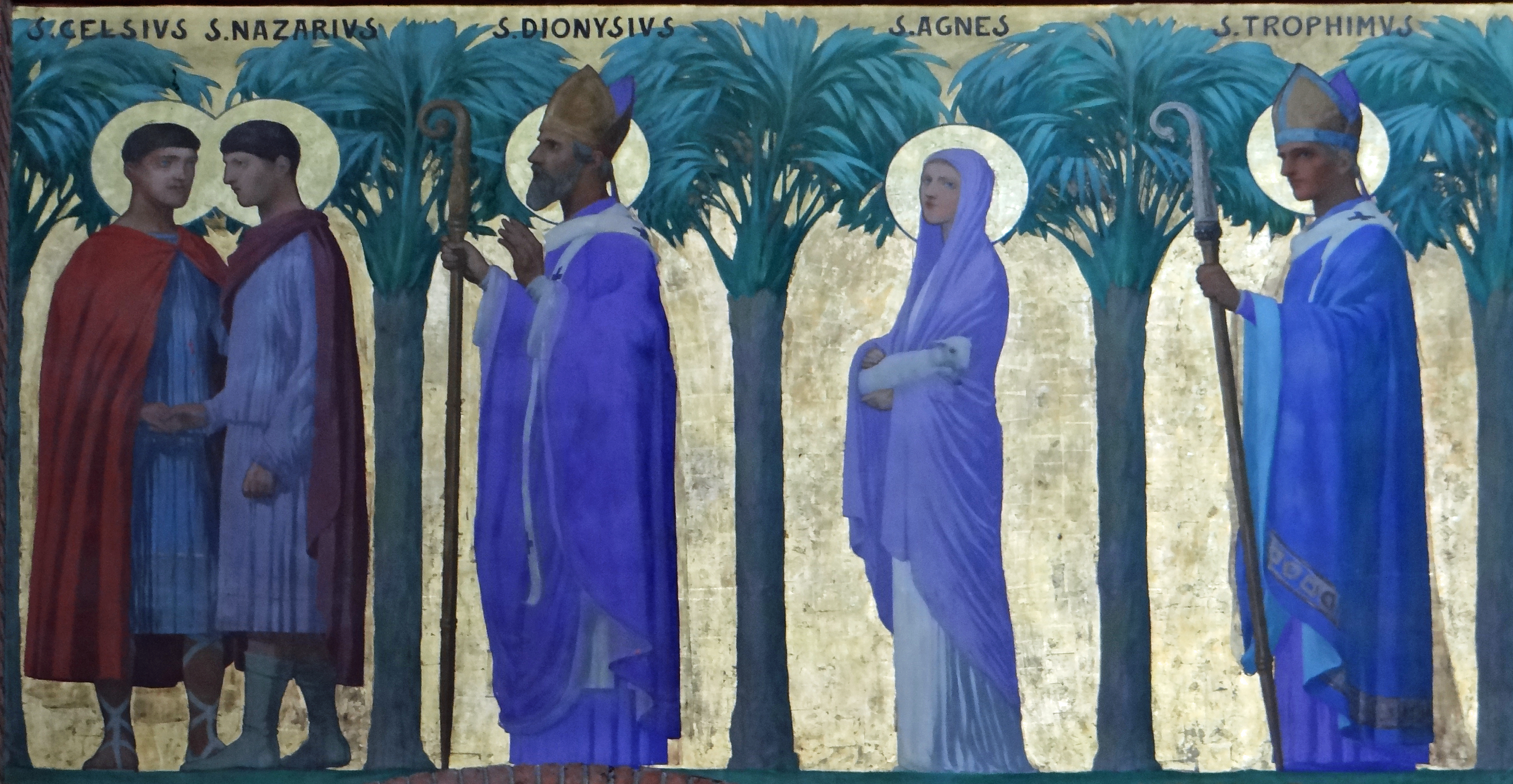
Procession des saints
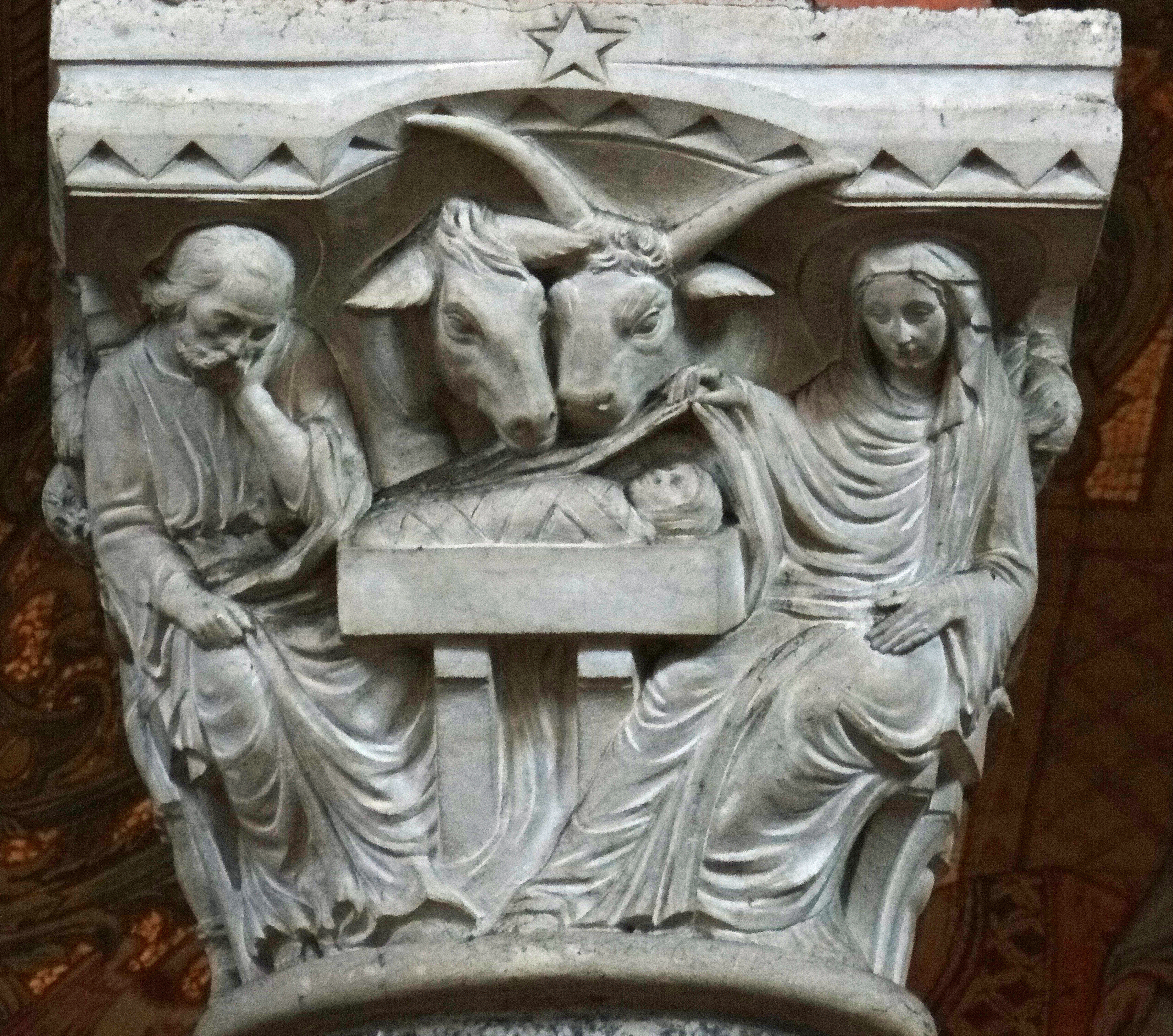
Un chapiteau
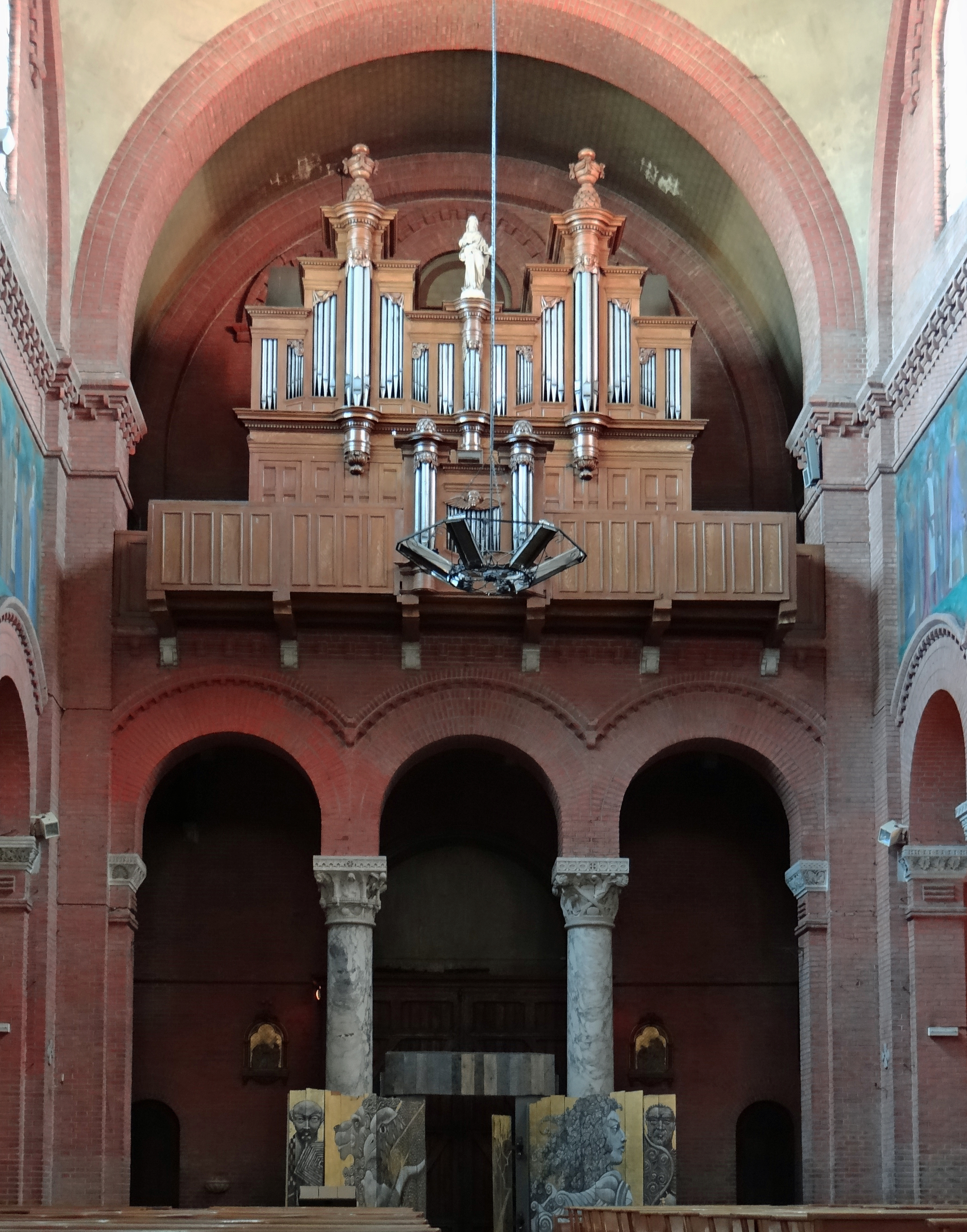
Tribune d'orgue

## Vitraux
Les vitraux du XVe – XVIe siècles de l'ancienne église sont remontés dans les bas-côtés de la nouvelle par Félix Gaudin,,,,,.
Les verrières de la Passion réalisées vers 1530 pour l'ancienne église sont attribuées au Maître de la Passion. D'après J. Rollet, à partir de l'inscription de la baie no 9, La Résurrection, lue à l'envers, son nom serait Romulus Moron ou Monon ou Monom. Les verrières devaient se trouver aux fenêtres-hautes du chœur de l'ancienne église.

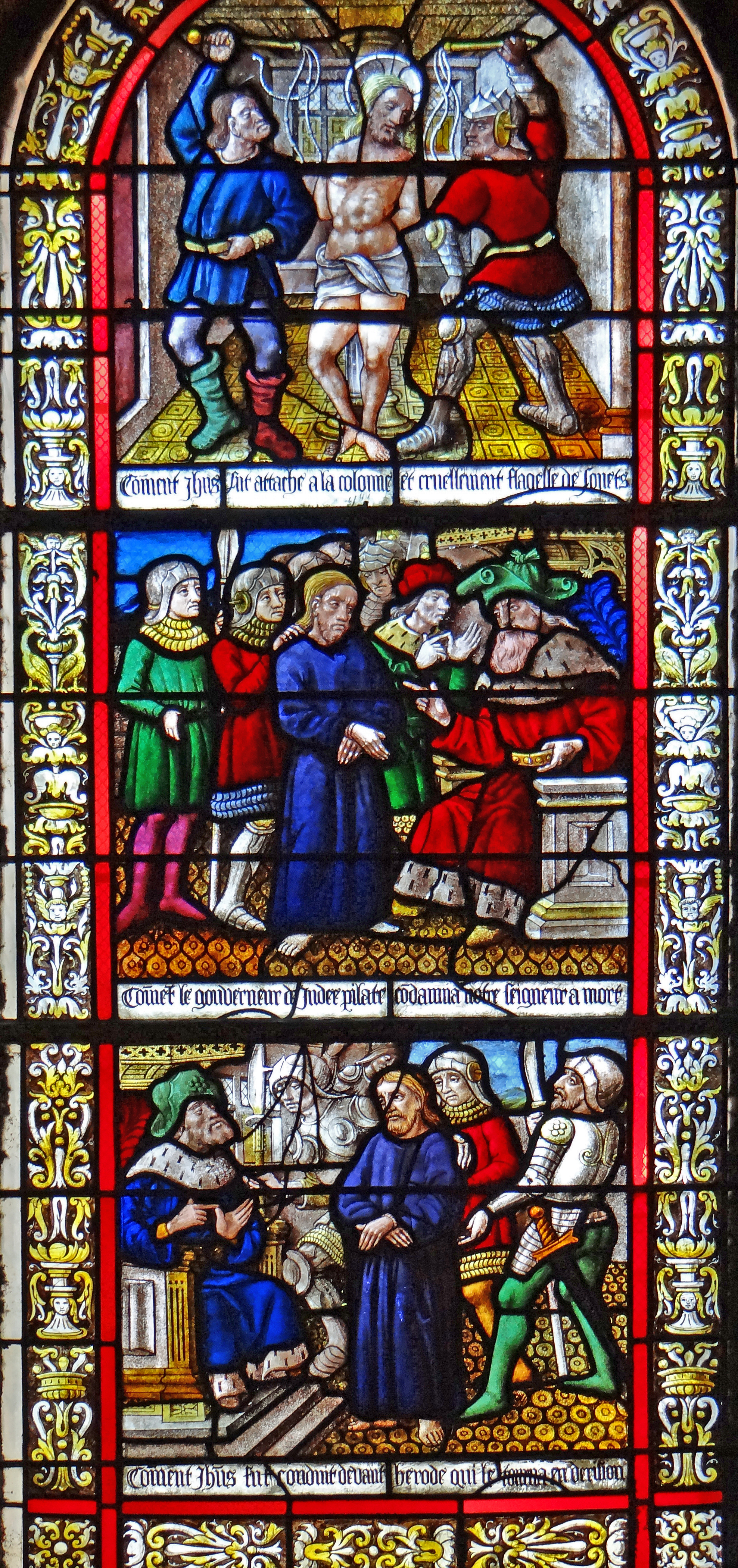
Jésus devant Hérode. Jésus devant Pilate. Flagellation
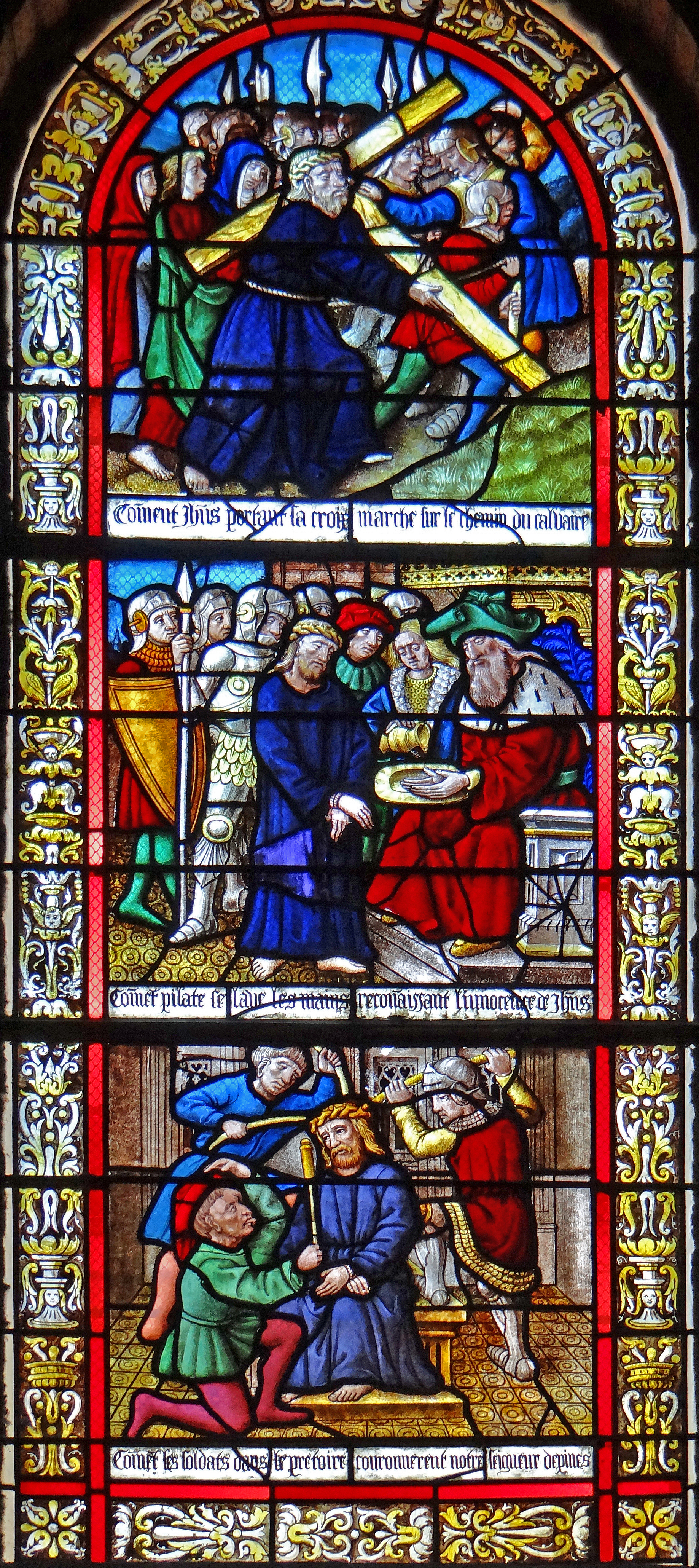
Couronnement d'épines. Pilate se lave les mains. Jésus porte sa croix
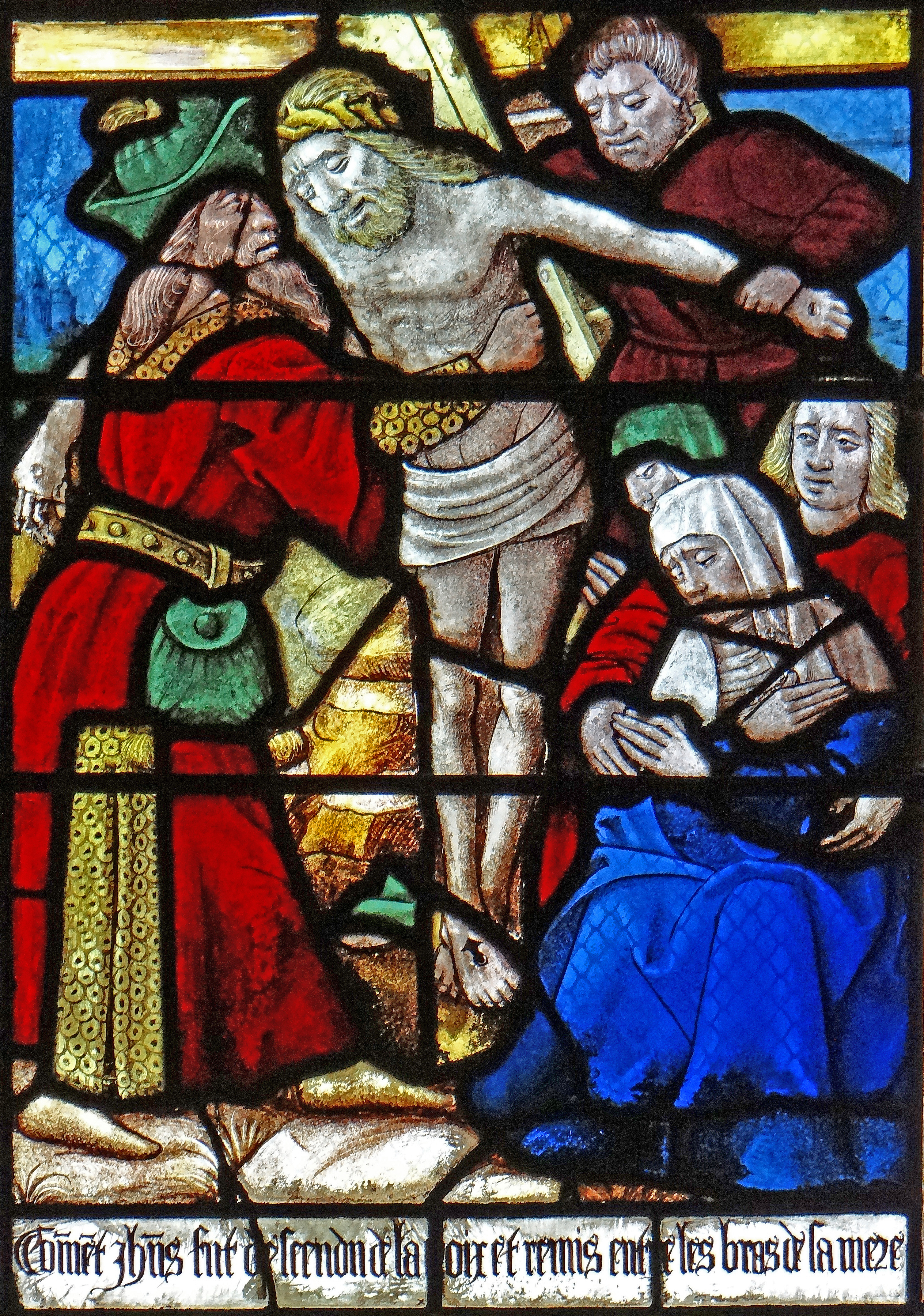
Descente de croix
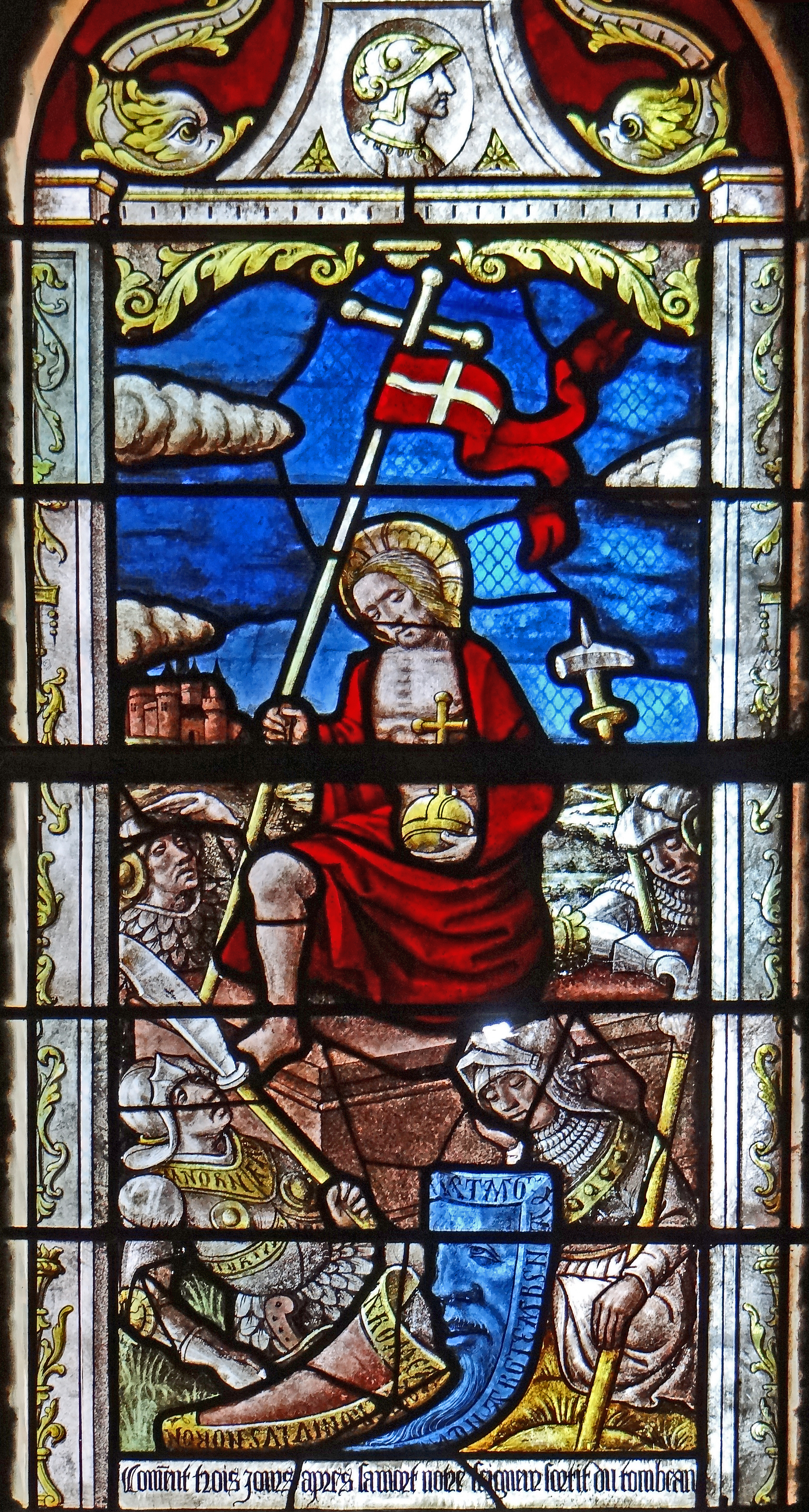
La Résurrection (baie no 9)
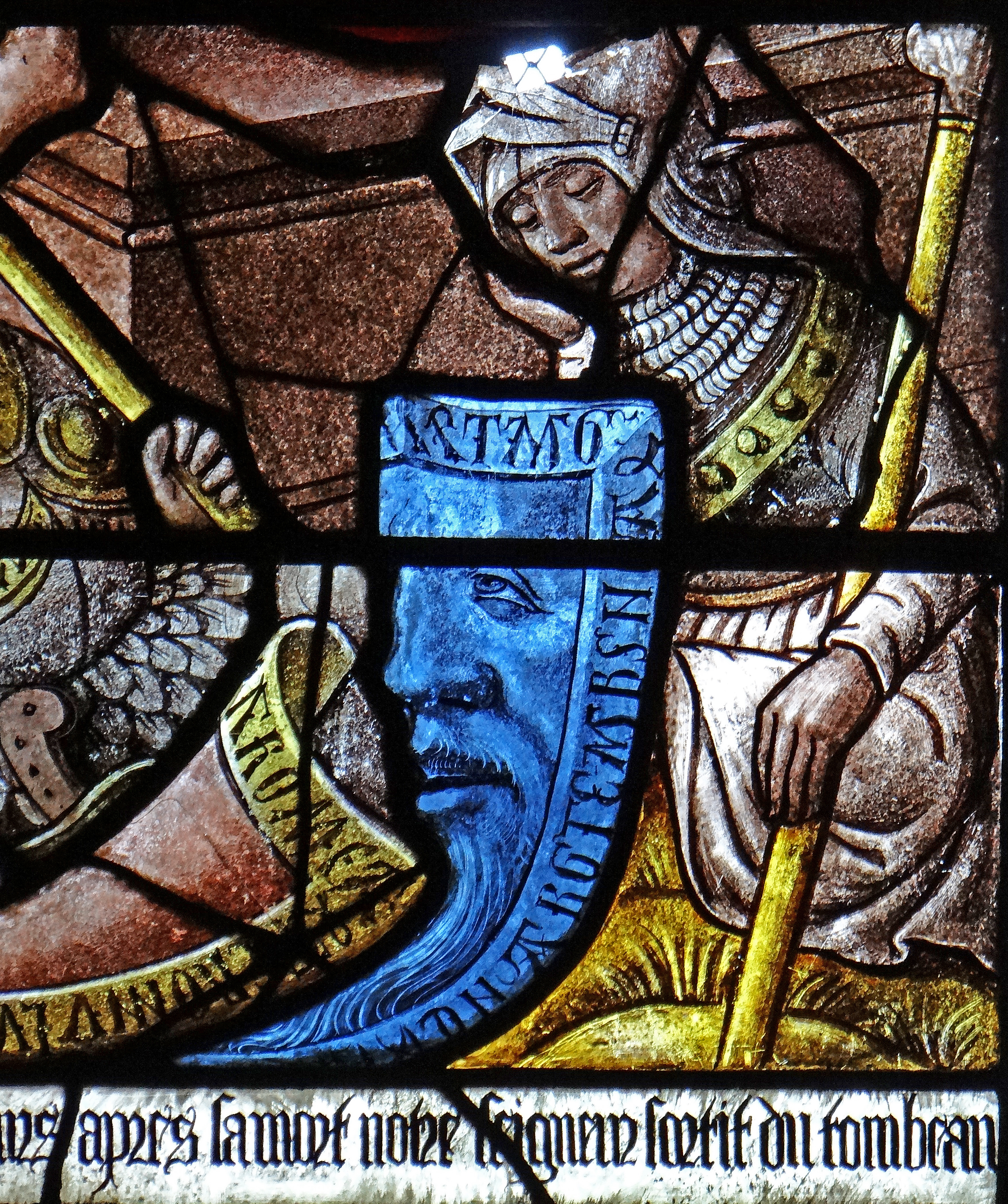
Soldat endormi gardant le tombeau de Jésus (baie no 9)
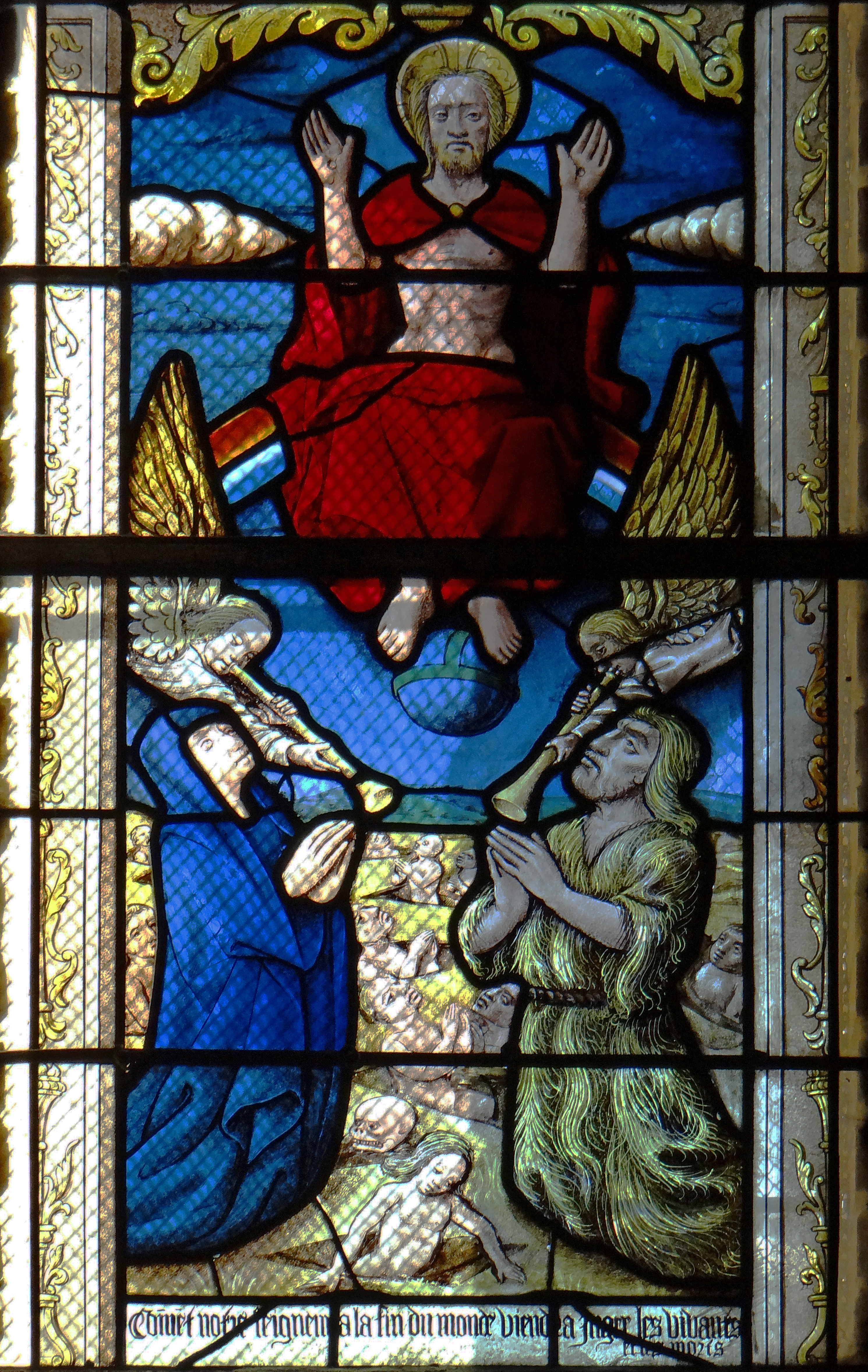
Jugement dernier

Le cycle de sainte Catherine d'Alexandrie réalisé par le maître de Sainte-Catherine, peut-être Berthomieu Laurens, se trouvait dans la baie no 1 de l'ancienne église. Il est aujourd'hui réparti dans les parties supérieures de plusieurs vitraux.

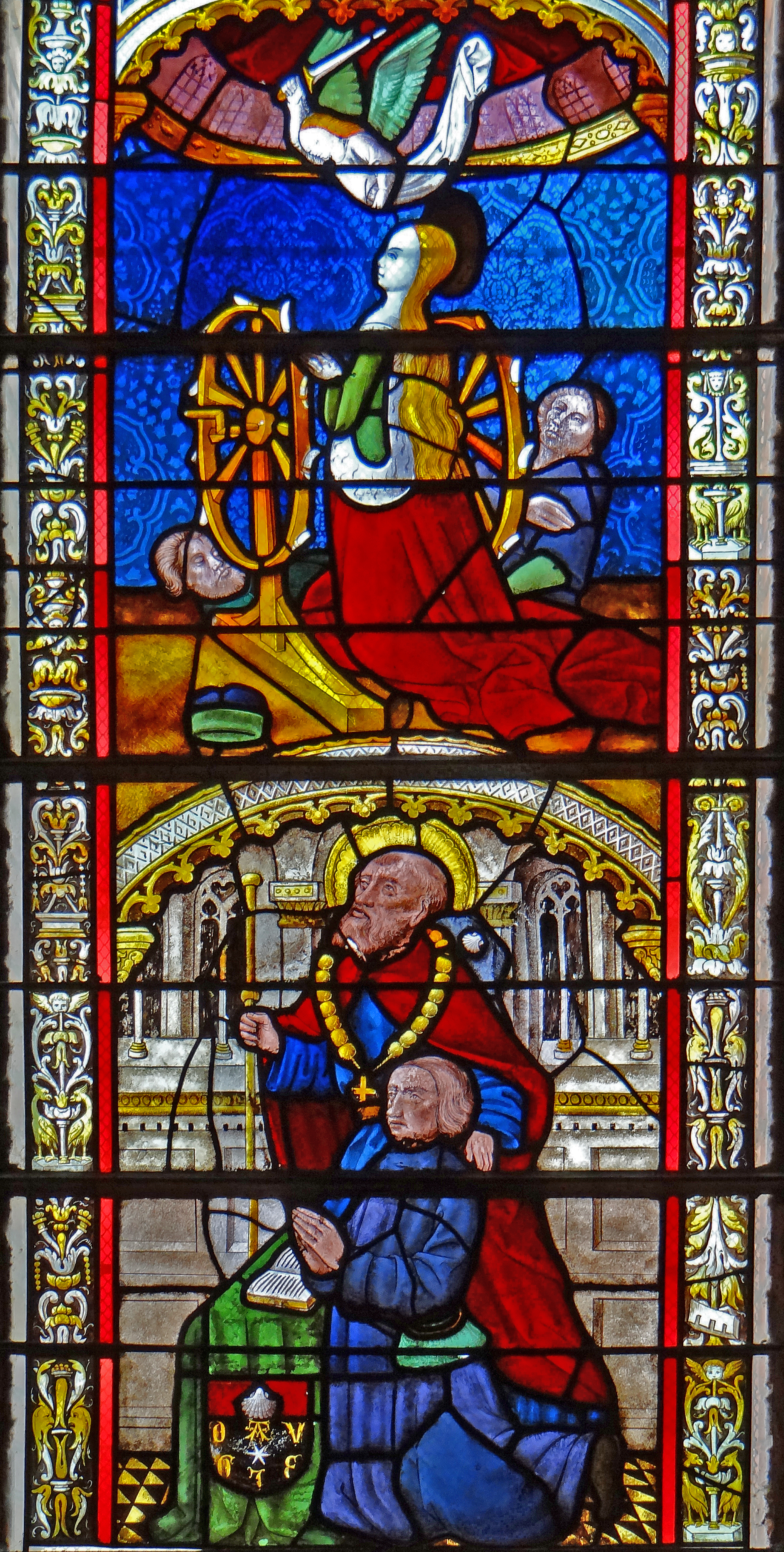
En partie inférieure, d'Augié présenté par saint Jacques. Au-dessus, martyre de sainte Catherine d'Alexandrie avec un ange
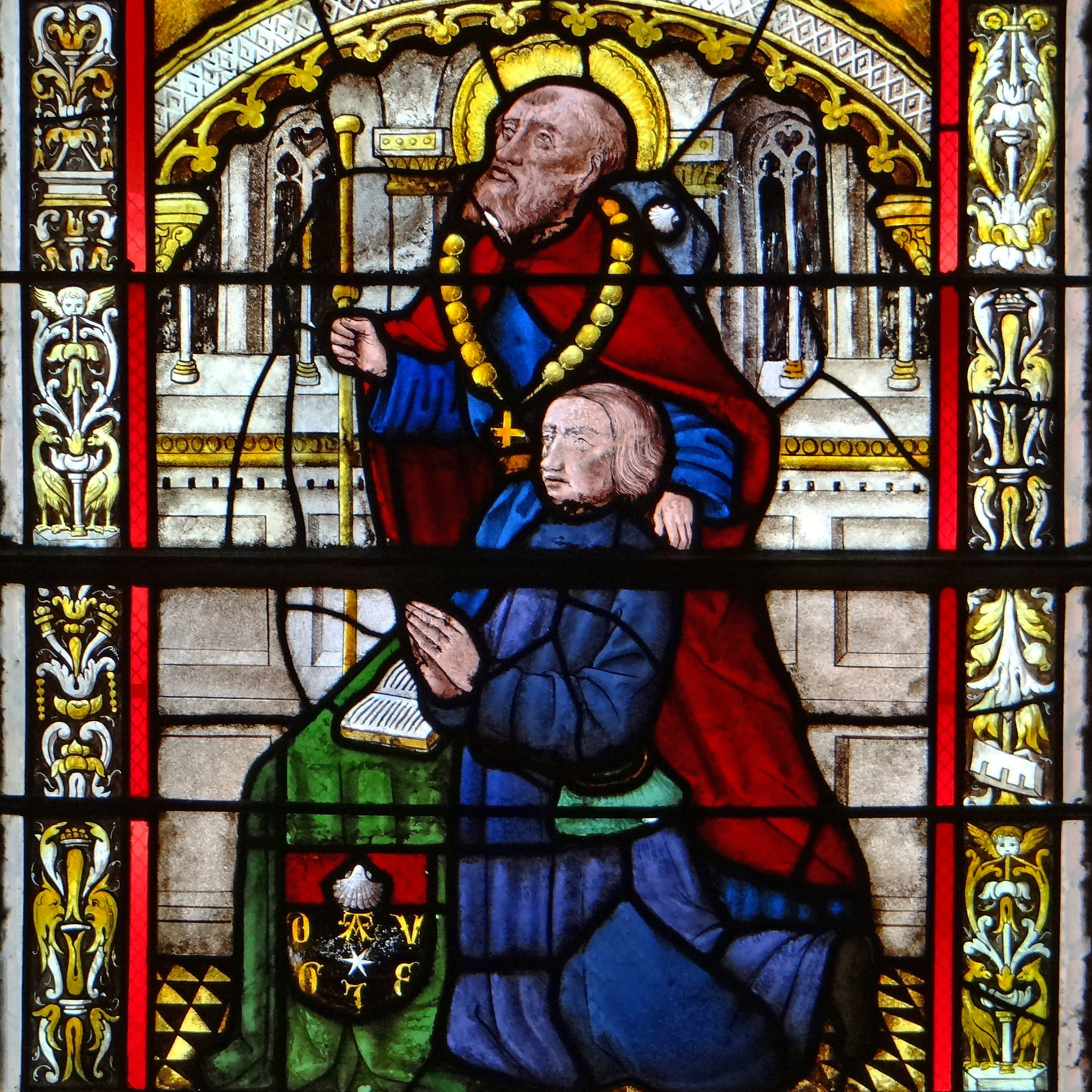
D'Augié et saint Jacques
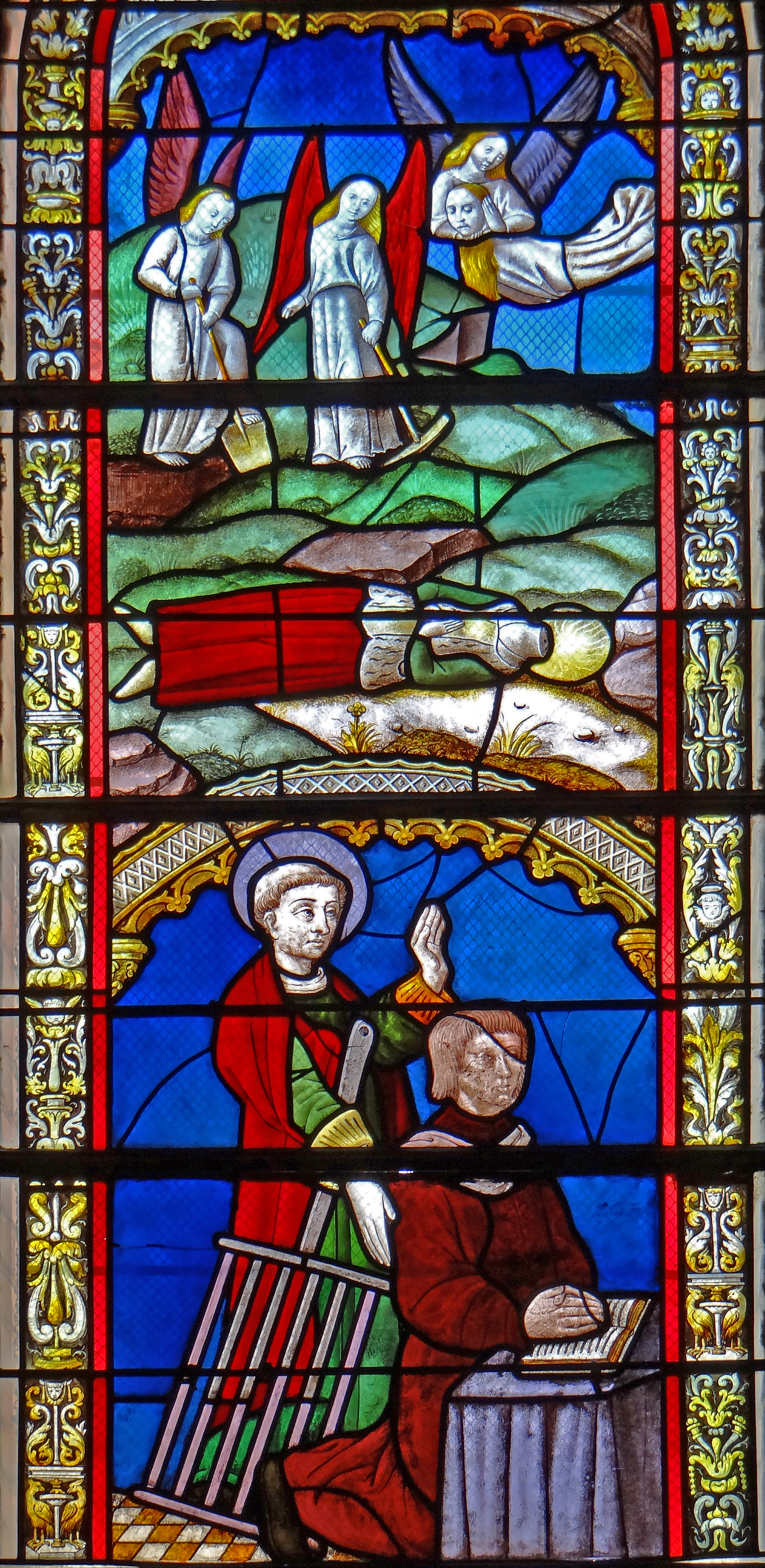
En partie inférieure, saint Laurent avec le grill et un donateur. En partie supérieure, l'ensevelissement de sainte Catherine d'Alexandrie par les anges
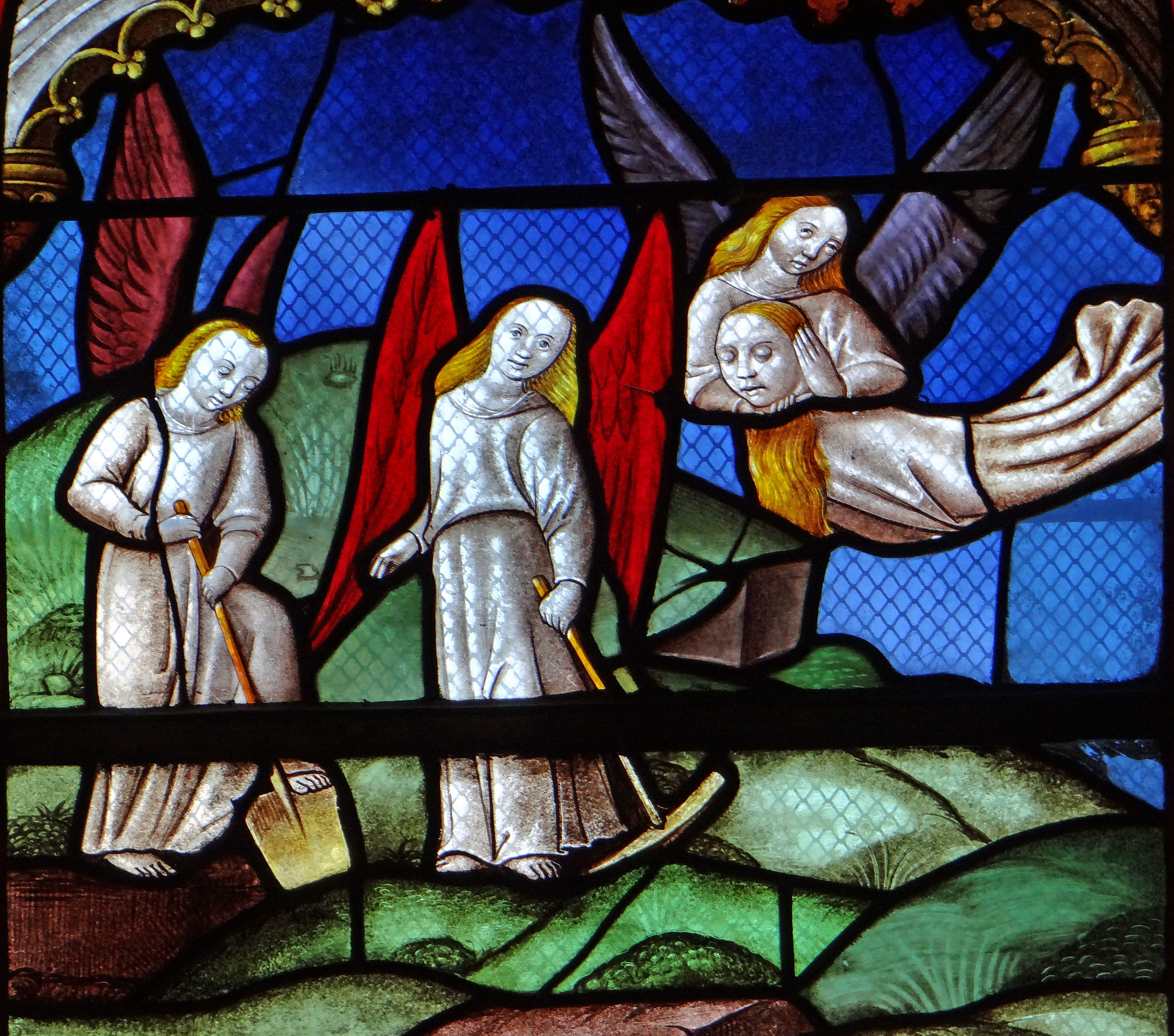
Les anges ensevelissent sainte Catherine
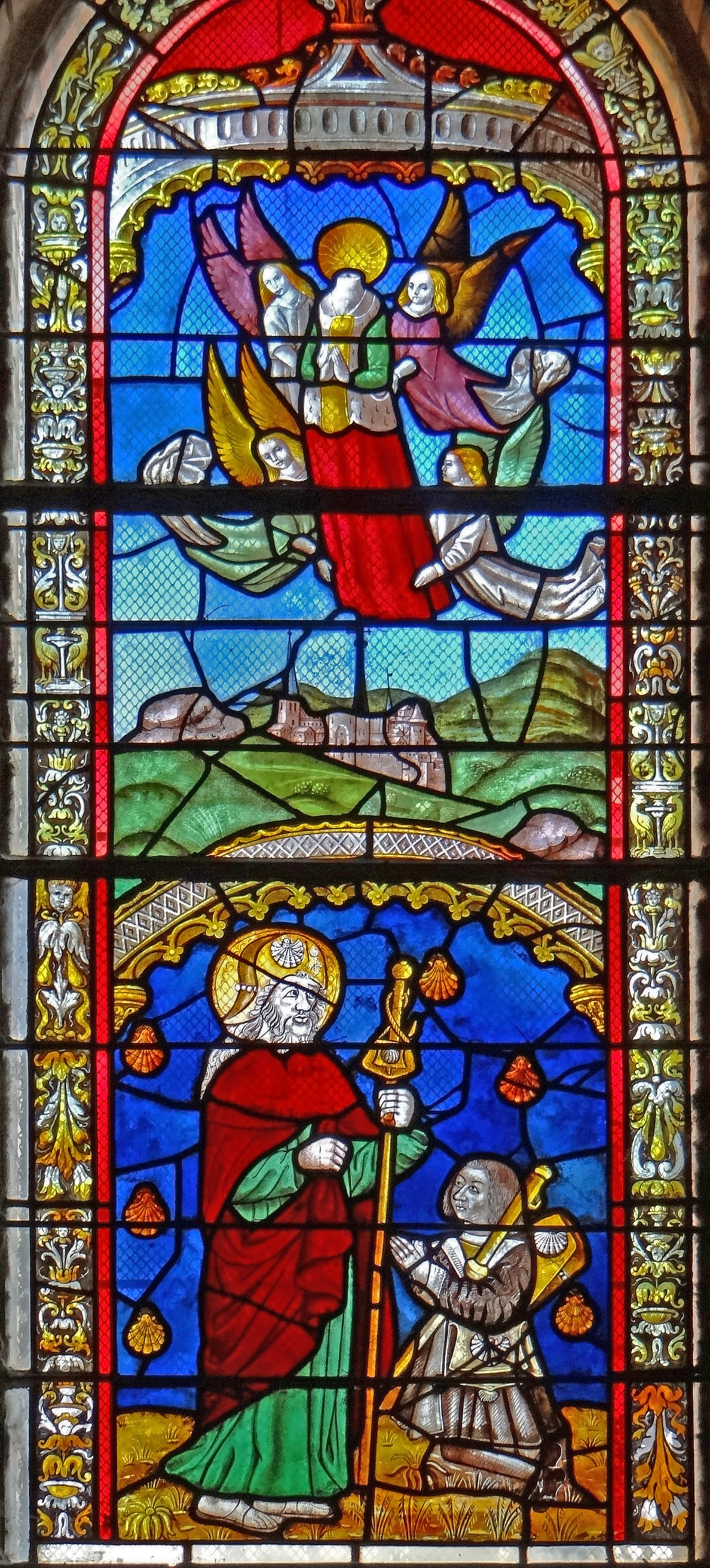
En partie inférieure, saint Jacques et un pèlerin. En partie supérieure, sainte Catherine d'Alexandrie décapitée est enlevée au ciel par des anges

Félix Gaudin a réalisé les trois verrières du chœur.

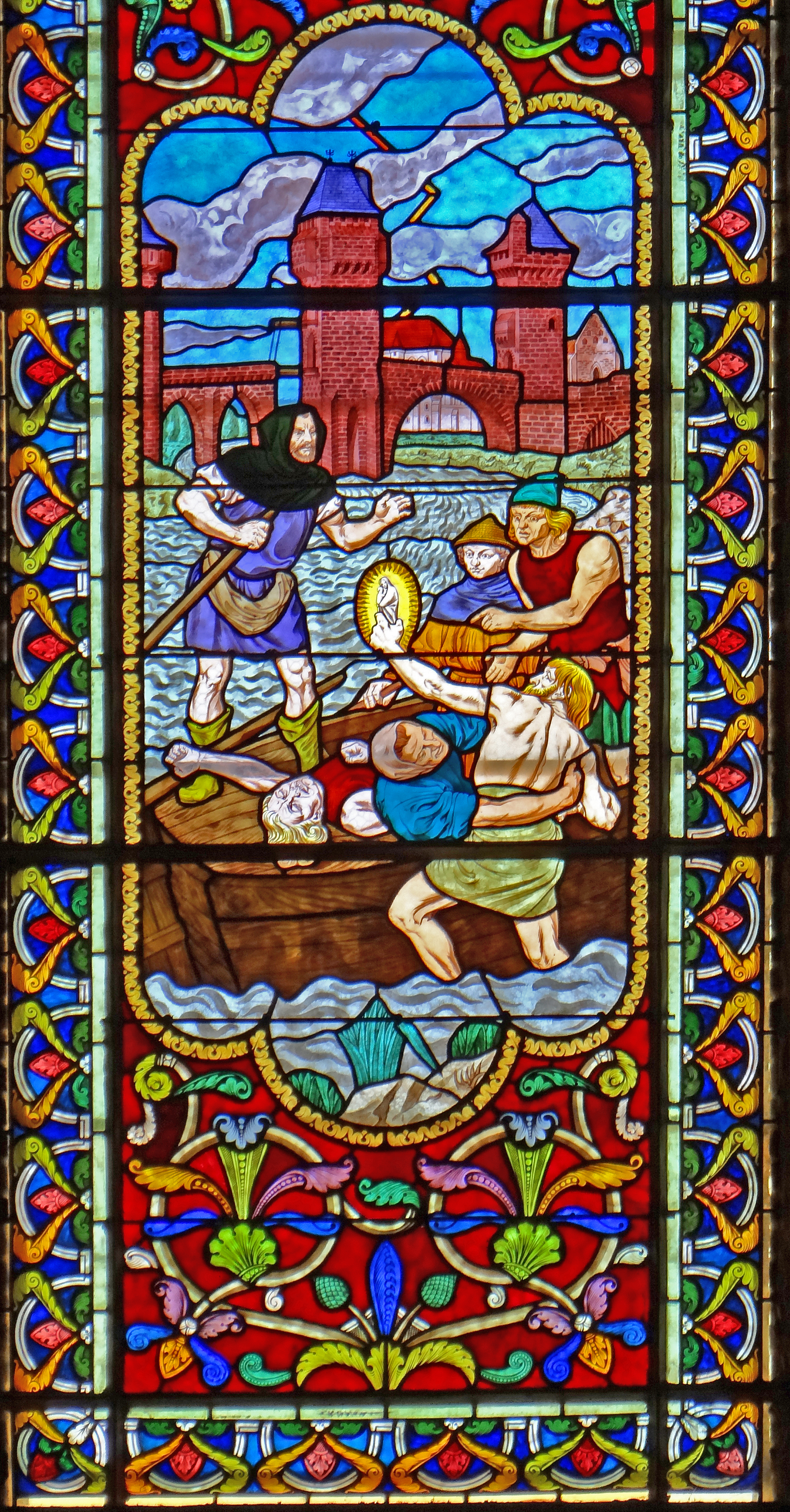
Découverte de la statue de Notre-Dame par cinq matelots dans le Lot en 1289
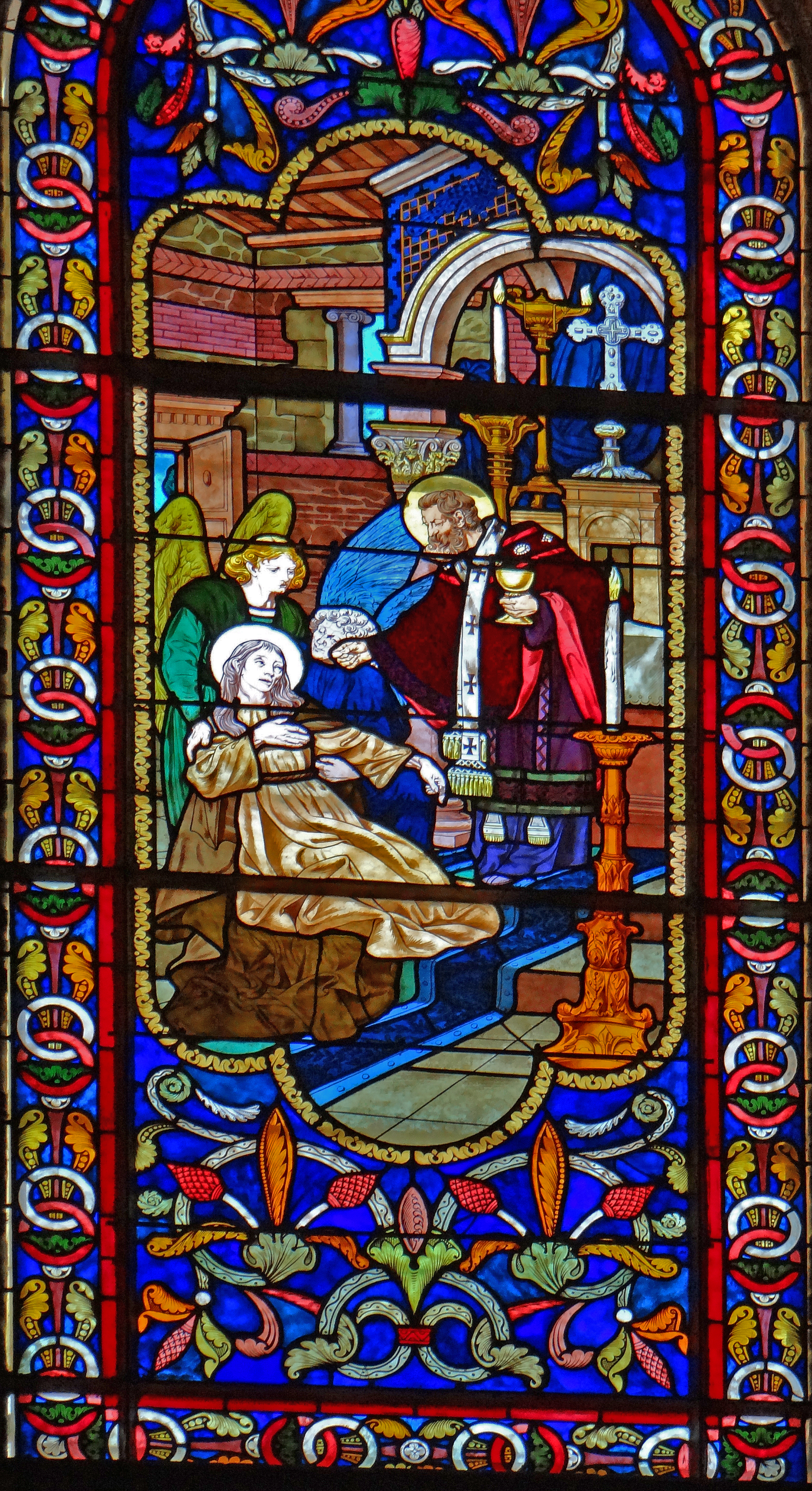
La dernière communion de sainte Madeleine

## Orgue
Un premier orgue a été construit en 1647 par Claude Dupré. De ce premier orgue il reste aujourd'hui une grande partie du buffet et quelques tuyaux dans l'orgue actuel. L'orgue avait été relevé en 1739 par Jean-François Lépine.
L'orgue de l'église Sainte-Catherine a été construit en 1874 par le facteur d'orgues Jules Barthélémy Magen (1818-1882), élève d'Aristide Cavaillé-Coll, et restauré par ses fils en 1889. Il a été de nouveau restauré en 1937 par Michel Puget, et en 1972 par Jean Costa.